# Mata Alta
Mata Alta är en ort i Mexiko.   Den ligger i kommunen Tierra Blanca och delstaten Veracruz, i den sydöstra delen av landet, 300 km öster om huvudstaden Mexico City. Mata Alta ligger 82 meter över havet och antalet invånare är 431.
Terrängen runt Mata Alta är platt. Runt Mata Alta är det ganska tätbefolkat, med 65 invånare per kvadratkilometer. Närmaste större samhälle är Tetela, 8,8 km sydväst om Mata Alta. Trakten runt Mata Alta består till största delen av jordbruksmark.